# Rhabdophis bindi
Rhabdophis bindi — вид змій родини полозових (Colubridae). Виокремлений у 2021 році з Rhabdophis himalayanus.

## Поширення
Вид поширений на північному сході Індії та суміжних районах східної частини Бангладеш.

## Опис
Від Rhabdophis himalayanus його можна відрізнити за відсутністю виличної борозенки та залишних залоз, відносно меншим розміром тіла та чітким забарвленням шиї, черевної частини та підкаудального забарвлення. За загальним забарвленням він нагадує R. chrysargos, від якого відрізняється кількома аспектами морфології та генетичними відмінностями.